# Kostel Všech svatých (Stará Říše)
Kostel Všech svatých se nachází na jižním okraji městyse Stará Říše. Kostel je farním kostelem římskokatolické farnosti Stará Říše. Jde o barokní kostel s polygonálním závěrem a věží na západní straně kostela, kostel je spolu s blízkou sochou svatého Jana Nepomuckého chráněn jako kulturní památka České republiky.

## Historie

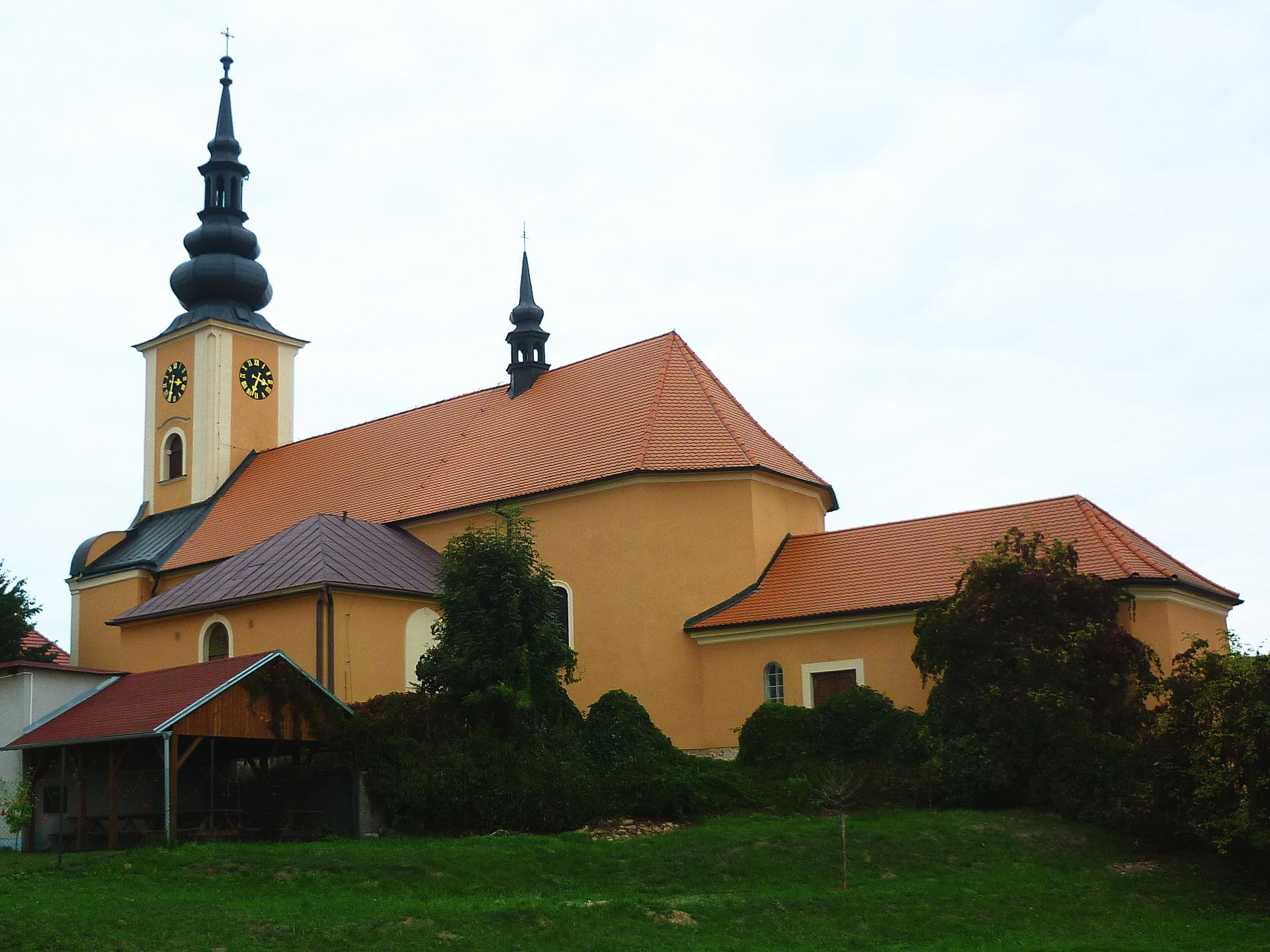
Závěr kostela

Na místě současného kostela dřív stál kostel svatého Petra, ten měl být postaven v roce 1257 a v roce 1758 s téměř celou obcí shořel. Hned téhož roku byl postaven nový kostel, v roce 1784 pak byl zrušen i hřbitov, který stál na pozemku okolo kostelní budovy, posléze byl hřbitov přemístěn k silnici do Markvartic, ten fungoval až do roku 1829. Při kostele stála budova školy. Roku 1903 pak byl kostel rozšířen a byly k němu přistavěny dvě boční kaple a věž.